# Bîc (folyó)
A Bîc (ejtsd:"bük") folyó a Dnyeszter jobb oldali mellékfolyója Moldova területén. A folyó mentén fekszik Chișinău, Moldova fővárosa. Nyáron gyakran kiszárad, és tavak láncolatává alakul. Vize erősen szennyezett.